# Trasy koncertowe Filipinek

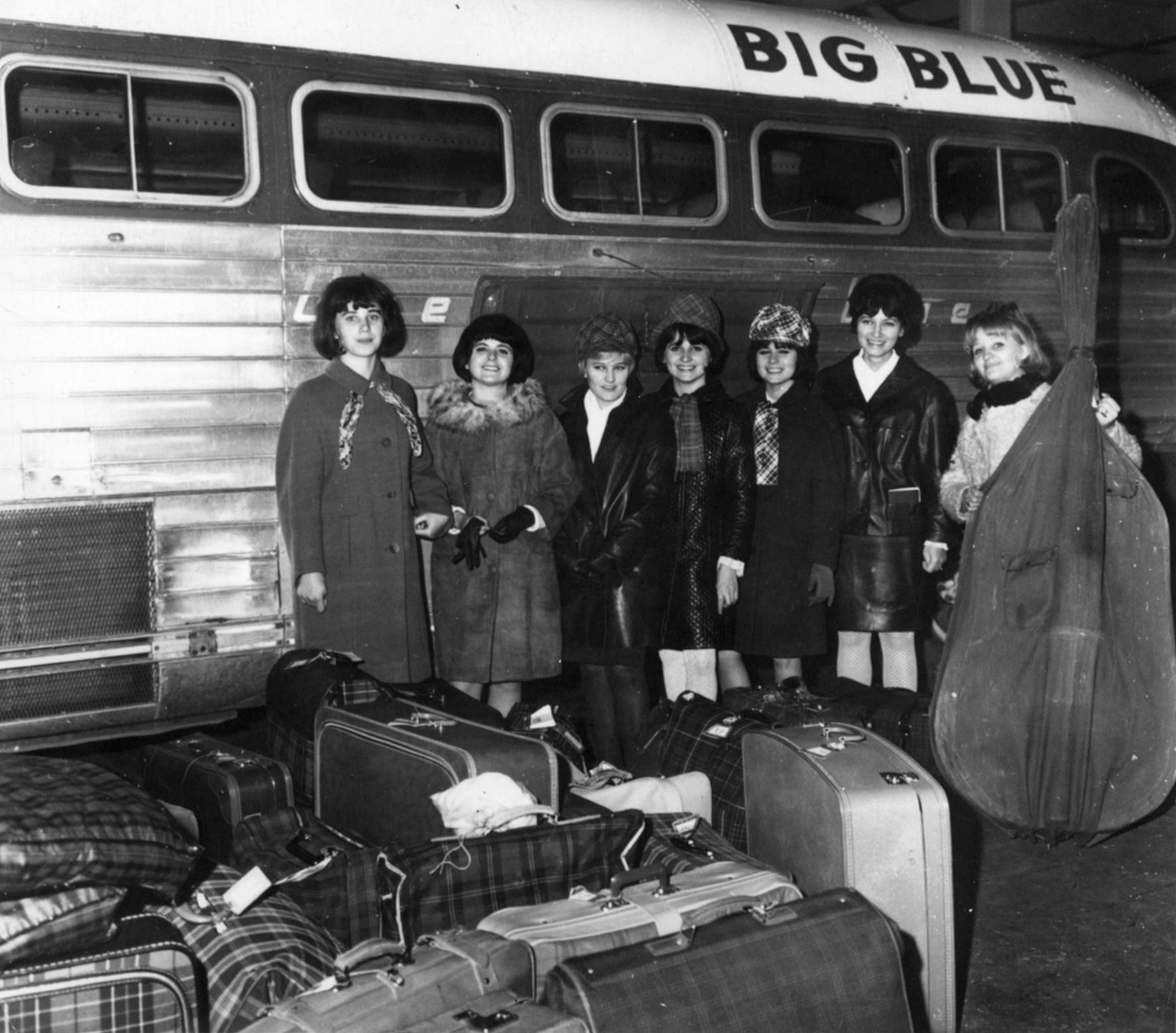
Filipinki w październiku 1966 r. – Quebec, początek drugiej trasy koncertowej zespołu w Kanadzie i USA

Trasy koncertowe były dla wokalistek zespołu Filipinki – podobnie jak dla wszystkich polskich wykonawców w tamtym czasie – podstawowym źródłem utrzymania, bo nagranie piosenek dla archiwum radiowego lub na płytę wynagradzane było tylko jednorazowo, według stałej stawki, niezależnie od liczby późniejszych emisji zarejestrowanej piosenki, czy sprzedanego nakładu płyty, na której została zamieszczona. Każda z Filipinek za jeden koncert otrzymywała stałą stawkę 250 zł. Zazwyczaj Filipinki opracowywały jesienią każdego roku nowy program, z którym wyruszały w trasy wraz z początkiem roku następnego, choć w niektórych latach przygotowały po dwa, lub trzy programy. W pierwszą dużą trasę koncertową Filipinki wyjechały latem 1964, gdy wszystkie wokalistki zdały maturę i ukończyły naukę w szczecińskim Technikum Handlowym, a grupa stała się zespołem zawodowym.
Wybrane trasy koncertowe zespołu Filipinki:

## 1964

### I trasa koncertowa –Filipinki i my– od czerwca do sierpnia
Impresariat – Koszalińska Orkiestra Symfoniczna

Kierownik organizacyjno-administracyjny – Leszek Lewandowski

Kierownik artystyczny – Jan Janikowski
Prowadzenie – Jerzy Górny

Akompaniament – Jan Janikowski (fortepian), zespół jazzowy Coma 5

Artyści towarzyszący – Koszalińska Orkiestra Symfoniczna pod dyrekcją Zbigniewa Bytnara
W ramach trasy Filipinki dały około 50 koncertów w większych miastach Polski.

### II trasa koncertowa –Filipinki– od sierpnia do listopada
Impresariat – Koszalińska Orkiestra Symfoniczna, Wojewódzki Dom Kultury w Kielcach

Kierownik organizacyjno-administracyjny – Leszek Lewandowski

Kierownik artystyczny – Jan Janikowski
Prowadzenie – Jerzy Górny

Akompaniament – Jan Janikowski (fortepian), zespół jazzowy Coma 5

Artyści towarzyszący – Włodzimierz Patuszyński – konkursy, Irena Bychowiec – solistka
W ramach trasy Filipinki dały około 70 koncertów w większych miastach Polski.

### III trasa koncertowa –Filipinki– od listopada 1964 do lutego 1965
Impresariat – Koszalińska Orkiestra Symfoniczna, Wojewódzki Dom Kultury w Kielcach

Kierownik organizacyjno-administracyjny – Leszek Lewandowski

Kierownik artystyczny – Jan Janikowski

Akustyk – Czesław Grychczyński
Prowadzenie – Jerzy Górny i Włodzimierz Patuszyński

Akompaniament – Jan Janikowski (fortepian), zespół jazzowy Warszawscy Stompersi

Artyści towarzyszący – Zbigniew Kurtycz – solista, Aleksander Nizowicz – solista
W ramach trasy Filipinki dały około 90 koncertów w całej Polsce.

## 1965

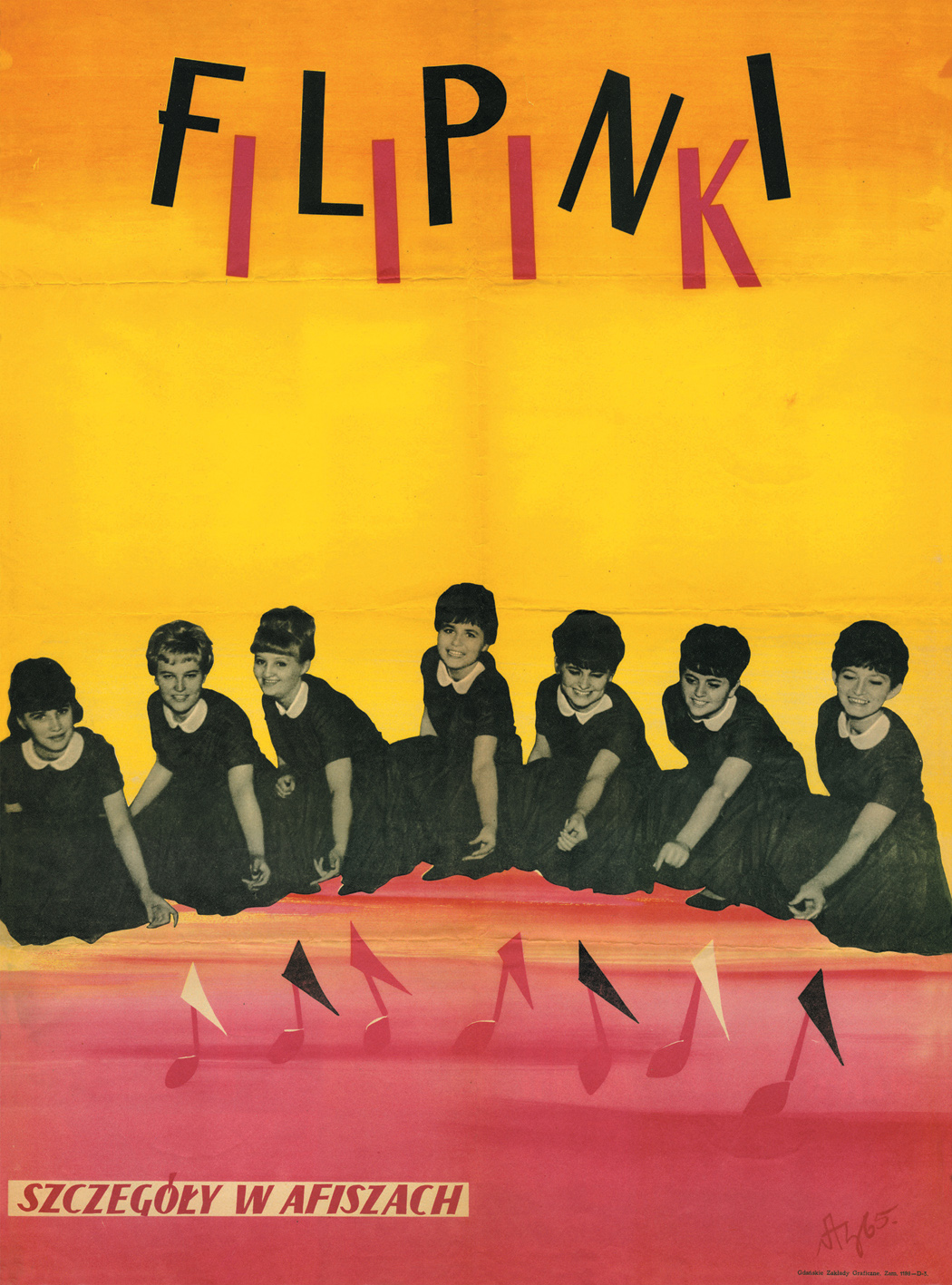
Plakat reklamujący występy Filipinek w 1965 r.

### I trasa koncertowa –Filipinki i my– od marca do maja
Impresariat – Koszalińska Orkiestra Symfoniczna im. Stanisława Moniuszki w Koszalinie

Kierownik organizacyjno-administracyjny – Leszek Lewandowski

Kierownik artystyczny – Jan Janikowski

Akustyk – Czesław Grychczyński
Prowadzenie – Jerzy Górny i Włodzimierz Patuszyński

Akompaniament – Jan Janikowski (fortepian), zespół jazzowy Warszawscy Stompersi

Artyści towarzyszący – Zbigniew Kurtycz – solista, Aleksander Nizowicz – solista
W ramach trasy Filipinki dały około 100 koncertów w całej Polsce.

### II trasa koncertowa –Filipinki i my– od czerwca do sierpnia
Impresariat – Wojewódzka Agencja Imprez Artystycznych w Sopocie

Kierownik organizacyjno-administracyjny – Zbigniew Mirosław

Kierownik artystyczny – Jan Janikowski

Reżyseria – Czesław Szpakowicz

Choreografia – Witold Gruca

Akustyk – Czesław Grychczyński
Prowadzenie – Jerzy Górny i Włodzimierz Patuszyński

Akompaniament – Jan Janikowski (fortepian), zespół jazzowy Warszawscy Stompersi

Artyści towarzyszący – Jan Świąć – parodie, Aleksander Nizowicz – solista
W ramach trasy Filipinki dały około 50 koncertów w całej Polsce.

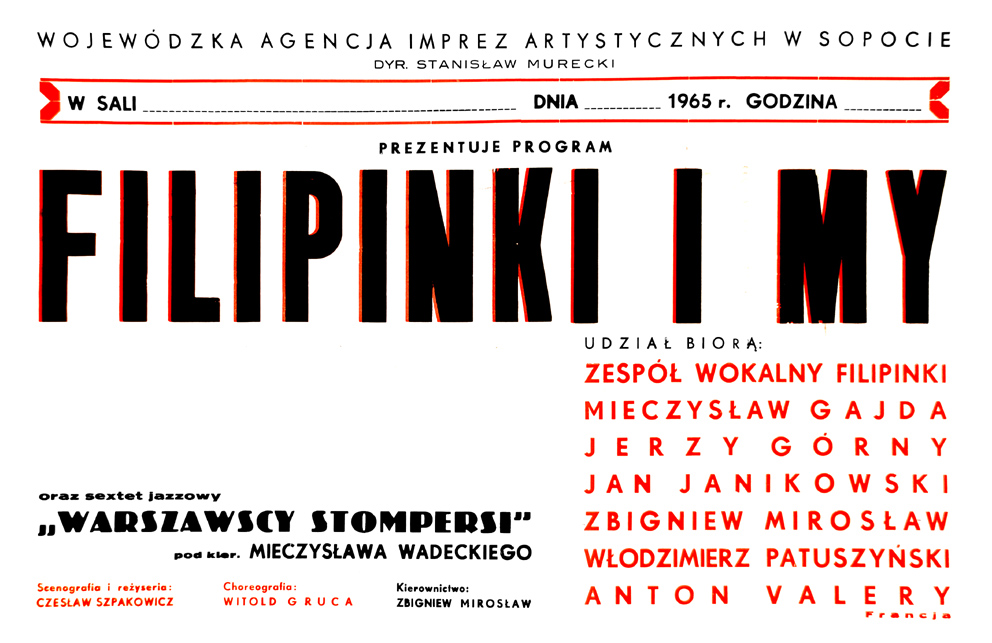
Afisz reklamujący koncerty Filipinek w drugiej połowie 1965 r.

### III trasa koncertowa –Filipinki i my– od sierpnia do września
Impresariat – Wojewódzka Agencja Imprez Artystycznych w Sopocie

Kierownik organizacyjno-administracyjny – Zbigniew Mirosław

Kierownik artystyczny – Jan Janikowski

Choreografia – Witold Gruca

Akustyk – Czesław Grychczyński
Prowadzenie – Jerzy Górny i Włodzimierz Patuszyński

Akompaniament – Jan Janikowski (fortepian), zespół jazzowy Warszawscy Stompersi

Artyści towarzyszący – Anton Valery – solista, Mieczysław Gajda – aktor
W ramach trasy Filipinki dały około 50 koncertów w całej Polsce.
W dniach 2 – 17 września Filipinki powtórzyły program trasy II (bez Jana Świącia) na południu Polski. Dały 25 koncertów w Tarnobrzegu, Sarzynie, Dębicy, Przemyślu, Sanoku, Jaśle, Gorlicach, Krośnie, Ustrzykach, Solinie, Rzeszowie (kino Świt), Kolbuszowej, Jarosławiu i Lubaczowie.

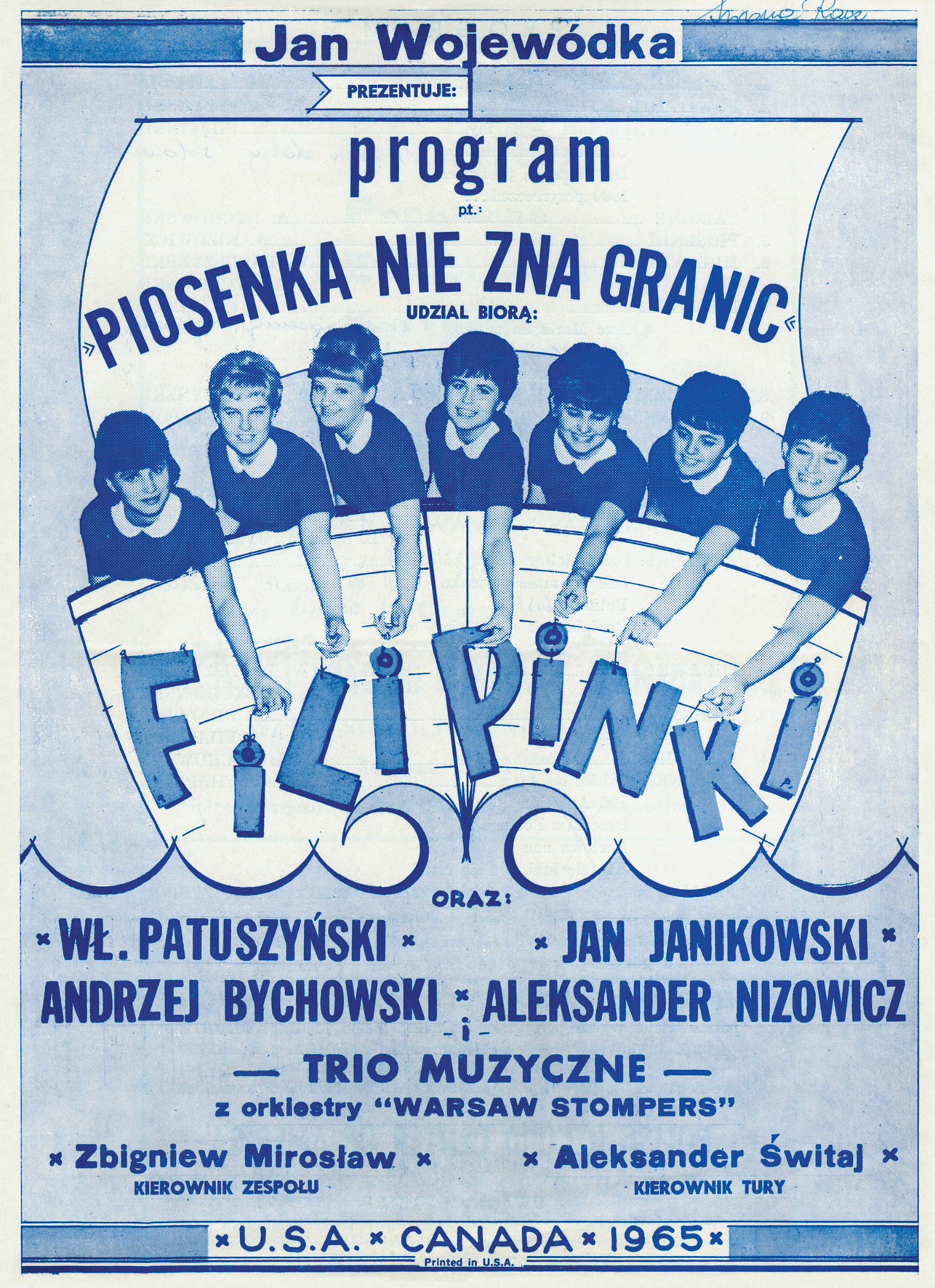
Okładka programu koncertów Filipinek w Kanadzie i USA jesienią 1965 r.

### IV trasa koncertowa –Piosenka nie zna granic– Kanada i Stany Zjednoczone, od 5 października do 12 grudnia
Impresariat – Jan Wojewódka i Pagart

Kierownik organizacyjno-administracyjny – Zbigniew Mirosław

Kierownik artystyczny – Jan Janikowski

Kierownik trasy – Aleksander Świtaj

Reżyseria – Ludwik Sempoliński

Choreografia – Witold Gruca i Krystyna Mazurówna
Prowadzenie – Włodzimierz Patuszyński

Akompaniament – Jan Janikowski (fortepian), trio z zespołu jazzowego Warszawscy Stompersi (Mieczysław Wadecki, Bogdan Sobiesiak i Władysław Brzezicki)

Artyści towarzyszący – Andrzej Bychowski – parodie, Aleksander Nizowicz – solista
Program:

Część I

1. A może razem – Prolog – cały zespół

2. Powitanie – Włodzimierz Patuszyński

3. Dzień dobry Polonio, Filipinki – to my, Charleston nastolatków – Filipinki

4. Parodie – Andrzej Bychowski

5. Piosenki – Aleksander Nizowicz

6. Migawki – Włodzimierz Patuszyński i Andrzej Bychowski

7. Babunia z portretu, Do widzenia, profesorze, Ave Maria no morro – Filipinki

8. Jak przed wojną – Włodzimierz Patuszyński

9. Piosenka nie zna granic – melodie ludowe w wykonaniu całego zespołu
Część II

10. Wiązanka melodii – cały zespół

11. A może razem..., Serwus panie Chief, Rówieśnicy – Filipinki

12. Migawki – Włodzimierz Patuszyński

13. Piosenki – Aleksander Nizowicz

14. Parodie – Andrzej Bychowski

15. Mr Wonderful, Daleko od Aten, Bal Arlekina – Filipinki

16. Finał Piosenką chcemy podziękować – cały zespół
BIS I – Batumi – Filipinki

BIS II – Pity pity – Filipinki
Program Piosenka nie zna granic został zaprezentowany przez Filipinki w Kanadzie i USA 49 razy, a obejrzało go 25 tys. widzów.
Grupa występowała w miastach:
- Toronto – 16 i 17 października
- Oshawa – 19 października
- St. Catharines – 20 października
- London – 21 października
- Niagara Falls – 21 października
- Hamilton – 22 października
- Detroit – 23 i 24 października
- Minneapolis – 28 października
- Milwaukee – 20 października
- Chicago – 30 i 31 października
- Toledo – 3 listopada
- Youngstown – 4 listopada
- Pittsburgh – 5 listopada
- Cleveland – 6 listopada
- Buffalo – 7 listopada
- Rochester – 9 listopada
- Utica – 10 listopada
- Syracuse – 11 listopada
- Filadelfia – 12 listopada
- Baltimore – 13 listopada
- Nowy Jork – Perth Amboy – 14 listopada
- Nowy Jork – Newark – 14 listopada
- Nowy Jork Bayonne – 17 listopada
- Nowy Jork Hempstead – 18 listopada
- Holyoke – 19 listopada
- Springfield – 19 listopada
- Boston – 20 listopada
- New Britain – 21 listopada
- Hartford – 21 listopada
- Nowy Jork Newark – 23 listopada
- Nowy Jork Greenpoint – 24 listopada
- Nowy Jork Elizabeth – 25 listopada
- Nowy Jork – 28 listopada
- Nowy Jork – Passaic – 28 listopada
- Buffalo – 2 grudnia, koncert specjalny dla anglojęzycznych studentów Akademii Muzycznej – Filipinki, Warszawscy Stompersi i Aleksander Nizowicz
- Ottawa – 4 grudnia
- Montreal – 5 grudnia

W ramach trasy Piosenka nie zna granic Filipinki wystąpiły także dwukrotnie na pokładzie statku MS Batory, którym płynęły do Kanady.

## 1966

### I trasa koncertowa –Filipinki i my– od stycznia do lipca
Impresariat – Wojewódzka Agencja Imprez Artystycznych w Sopocie

Kierownik organizacyjno-administracyjny – Zbigniew Mirosław

Kierownik artystyczny – Jan Janikowski

Choreografia – Witold Gruca

Akustyk – Czesław Grychczyński
Prowadzenie – Jerzy Górny i Włodzimierz Patuszyński

Akompaniament – Jan Janikowski (fortepian), zespół jazzowy Warszawscy Stompersi

Artyści towarzyszący – Aleksander Nizowicz – solista
Trasa podzielona była na dwa etapy – pierwszy, polski trwał od stycznia do końca marca i w jego ramach odbyło się około 120 koncertów. W kwietniu Filipinki brały udział w zdjęciach do filmu Zofii Dybowskiej-Aleksandrowicz Marynarka to męska przygoda. Z końcem maja zespół wyruszył na drugą część trasy do NRD, gdzie w północno-wschodniej części kraju dał kilkanaście koncertów. Trasa została przerwana w lipcu ze względu na chorobę jednej z wokalistek. Tournée wznowiono we wrześniu i trwało około 2 tygodni.

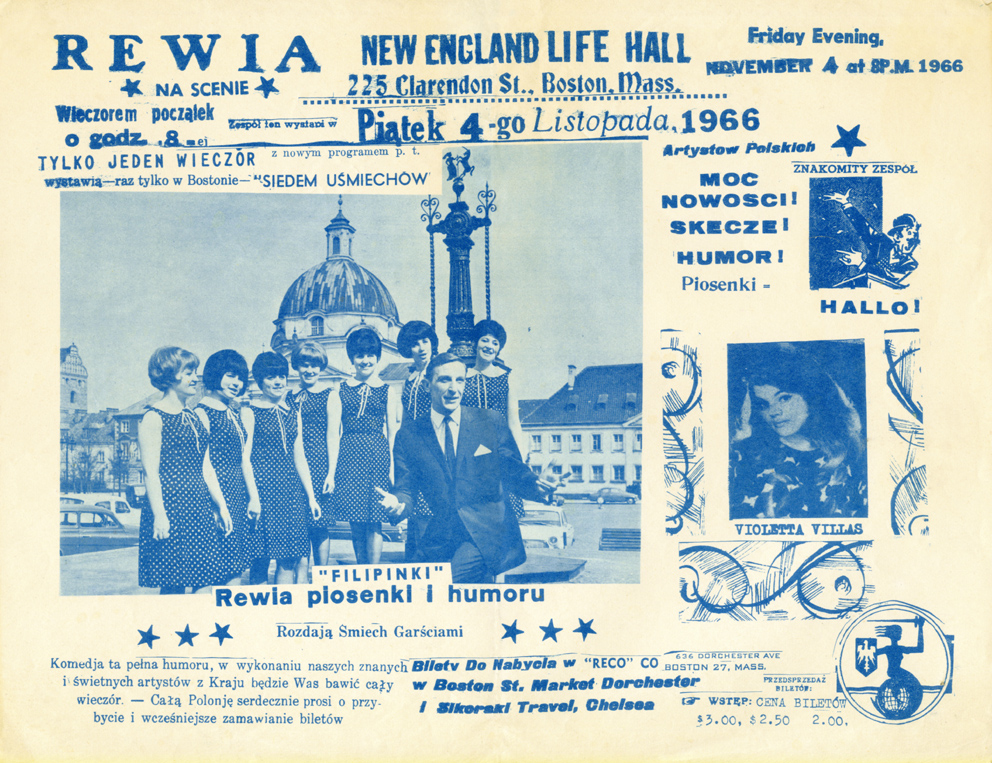
Afisz reklamujący koncert Filipinek w Bostonie 4 listopada 1966 r.

### II trasa koncertowa –Siedem uśmiechów–Kanada,Stany ZjednoczoneiWielka Brytania, od 5 października do 8 grudnia
Impresariat – Jan Wojewódka i Pagart

Kierownik organizacyjno-administracyjny – Zbigniew Mirosław

Kierownik artystyczny – Jan Janikowski

Kierownik trasy – Aleksander Świtaj

Reżyseria – Jan Janikowski

Choreografia – Witold Gruca i Krystyna Mazurówna
Prowadzenie – Włodzimierz Patuszyński i Jerzy Górny

Akompaniament – Jan Janikowski (fortepian), kwartet z zespołu jazzowego Warszawscy Stompersi (Mieczysław Wadecki, Wiesław Ejssymont, Włodzimierz Kruszyński i Jerzy Kruszyński)

Artyści towarzyszący – Violetta Villas – solistka, Aleksander Nizowicz – solista
W programie rewii Siedem uśmiechów obok największych przebojów Filipinki śpiewały piosenki z nowej płyty Filipinki – to my (Polskie Nagrania „Muza” XL0323), a luźna oś fabularna programu dotyczyła plotkowania i wynikających z niego zabawnych sytuacji. Według wstępnych przewidywań Jana Wojewódki koncerty miało obejrzeć 40 tys. widzów, jednak ostatecznie okazało się, że na amerykańskie koncerty Filipinek sprzedano ponad 50 tys. biletów. Zespół występował w tych samych miastach, które odwiedził rok wcześniej.
W drodze powrotnej do Polski Filipinki oraz reszta uczestników tournée (bez Violetty Villas) opuściła pokład Batorego w Wielkiej Brytanii. Filipinki wystąpiły z rewią Siedem uśmiechów m.in. w Southampton, Liverpoolu, Manchesterze (4 grudnia w Manchester Free Trade Hall), Birmingham, Bristolu i Londynie.

## 1967

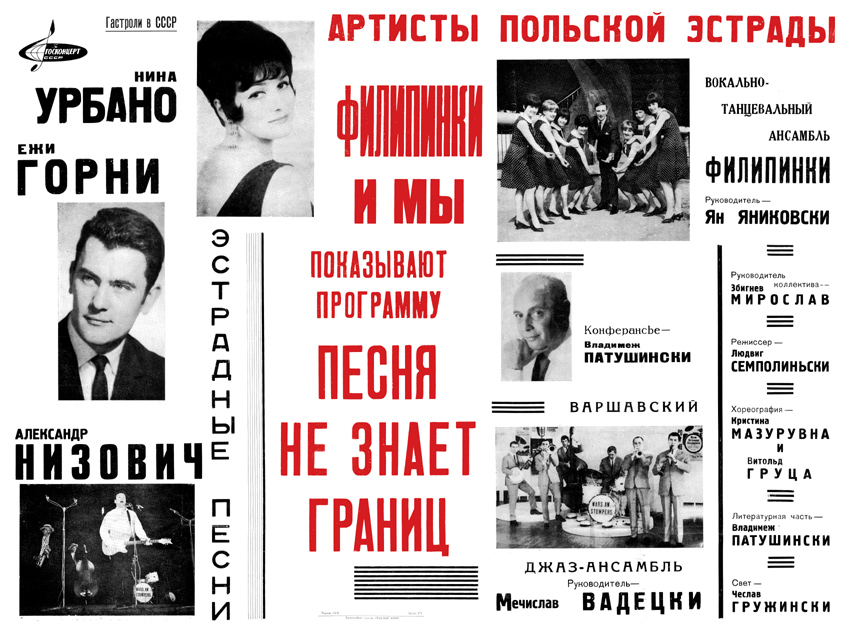
Afisz reklamujący koncerty Filipinek w ramach trasy „Piosenka nie zna granic” w ZSRR, 1967 r.

### Trasa koncertowa –Piosenka nie zna granic–Związek Radzieckiod 14 lutego do 12 kwietnia
Impresariat – Goskoncert ZSRR i Pagart

Kierownik organizacyjno-administracyjny – Zbigniew Mirosław

Kierownik artystyczny – Jan Janikowski

Reżyseria – Ludwik Sempoliński

Choreografia – Witold Gruca i Krystyna Mazurówna

Akustyk – Czesław Grychczyński
Prowadzenie – Jerzy Górny i Włodzimierz Patuszyński

Akompaniament – Jan Janikowski (fortepian), zespół jazzowy Warszawscy Stompersi w pełnym składzie

Artyści towarzyszący – Nina Urbano – solistka, Aleksander Nizowicz – solista
Program Piosenka nie zna granic został zaprezentowany przez Filipinki w ZSRR 87 razy, a obejrzało go 300 tys. widzów.

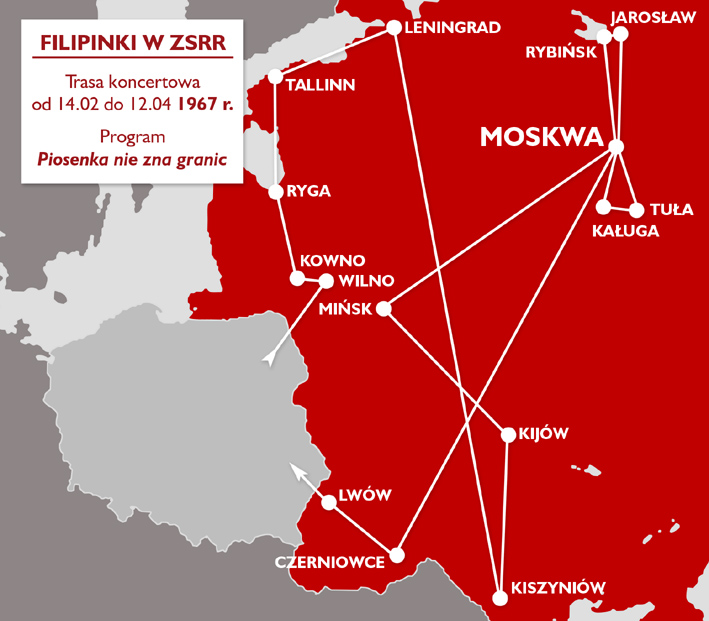
Trasa 'koncertowa Filipinek „Piosenka nie zna granic” w ZSRR, 1967 r.

Grupa występowała w miastach:
- Wilno – od 14 lutego[19]
- Kowno – od 17 lutego
- Ryga – od 19 lutego
- Tallinn – od 22 lutego[20]
- Leningrad – od 25 lutego
- Kiszyniów – od 1 marca
- Kijów – od 6 marca[21]
- Mińsk – od 10 marca
- Moskwa – od 14 marca[22][23]
- Rybińsk – ok. 20 marca
- Jarosław – ok. 23 marca
- Kaługa – ok. 27 marca
- Tuła – ok. 30 marca
- Czerniowce – od 9 kwietnia[24]
- Lwów – od 12 kwietnia

## 1968

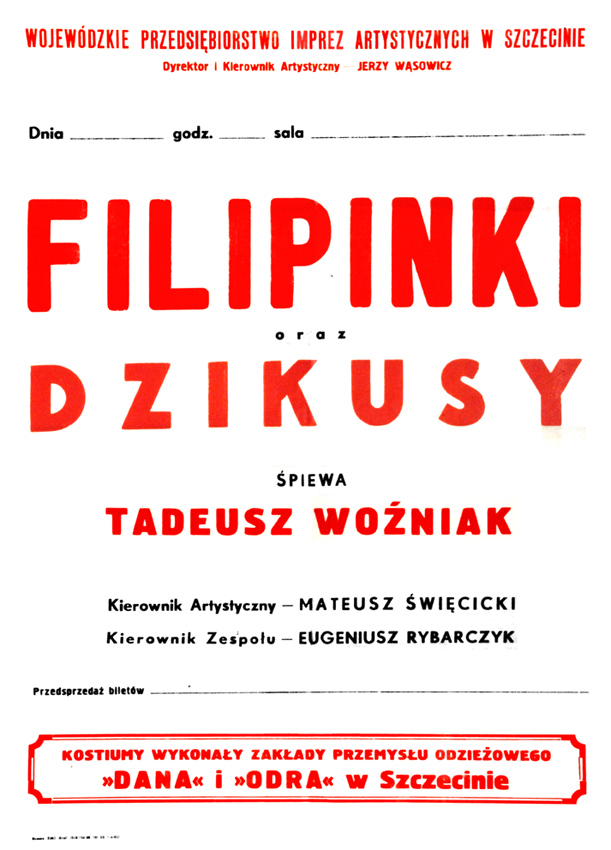
Afisz reklamujący występy zespołów Filipinki i Dzikusy w 1968 r.

### Trasa koncertowa –Filipinki i Dzikusy– od lutego do lipca
Impresariat – Wojewódzkie Przedsiębiorstwo Imprez Artystycznych w Szczecinie

Kierownik organizacyjno-administracyjny – Eugeniusz Rybarczyk

Kierownik artystyczny – Mateusz Święcicki

Choreografia – Filipinki

Reżyseria – Mateusz Święcicki i Wiktor Stroiński

Akustyk – Czesław Grychczyński
Prowadzenie – Filipinki

Akompaniament – zespół Dzikusy

Artyści towarzyszący – Tadeusz Woźniak – solista
Eugeniusz Rybarczyk, opiekun zespołu z ramienia Wojewódzkiego Przedsiębiorstwa Imprez Artystycznych w Szczecinie, zachował częściową dokumentację trasy Filipinki i Dzikusy, w ramach której oba zespoły dały około 150 koncertów w zachodniej i północnej Polsce oraz w NRD. Przetrwały 42 blankiety rozliczeń imprez, na które łącznie sprzedano około 15 tys. biletów za sumę 497.308,40 zł. Bilet normalny na koncert Filipinek w 1968 r. kosztował 35 zł, a studencki – 30 zł
.

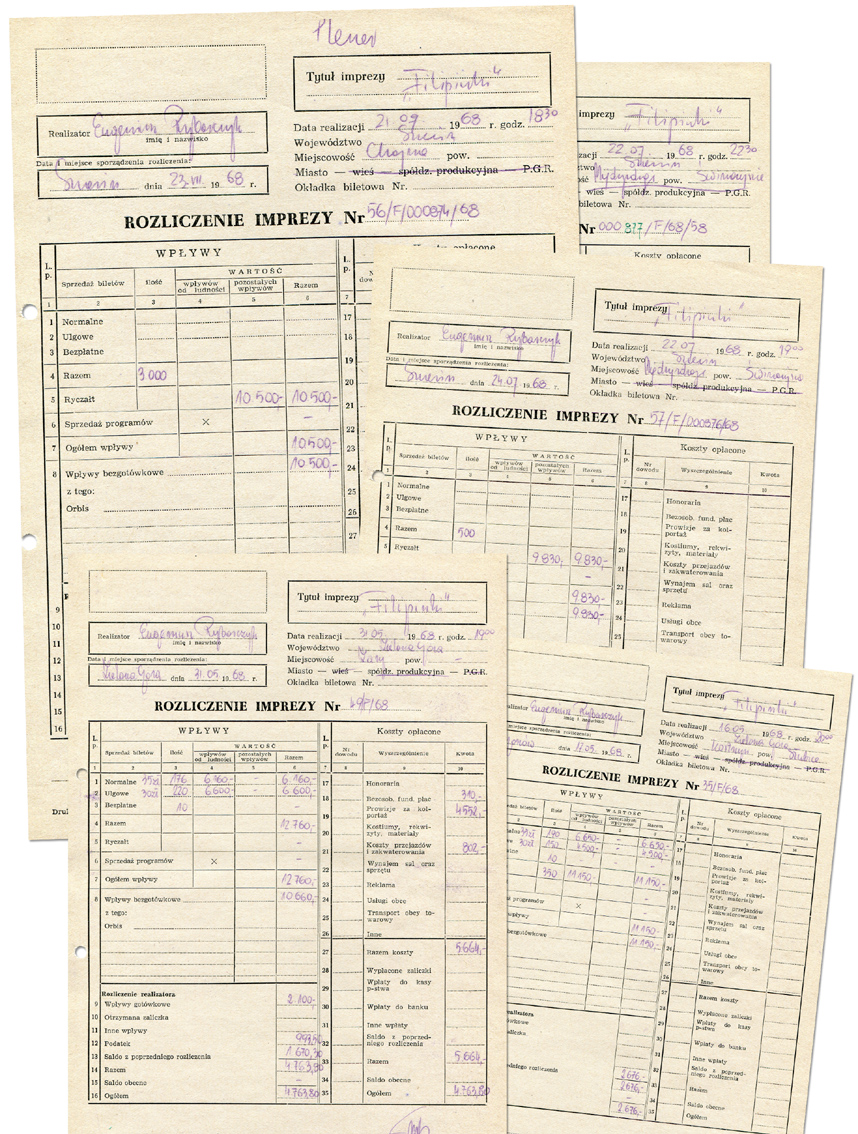
Część zachowanych rozliczeń koncertów Filipinek z WPIA Szczecin, trasa „Filipinki i Dzikusy”, 1968 r.

Udokumentowane koncerty Filipinek i Dzikusów w 1968 r.:
| Data  | Miejscowość                   | Godzina           |
| ----- | ----------------------------- | ----------------- |
| 07.03 | Szczecin                      | 20.00             |
| 08.03 | Chojna                        | 18.00             |
| 10.03 | Myślibórz                     | 16.00             |
| 17.03 | Choszczno                     | 17.00             |
| 30.03 | Stargard Szczecin             | 14.00 19.00       |
| 31.03 | Gryfice                       | 16.00             |
| 04.04 | Goleniów                      | 16.00             |
| 06.04 | Szczecin Mieszkowice Nowogard | 11.30 16.00 20.00 |
| 29.04 | Gryfice                       | 18.00             |
| 30.04 | Goleniów                      | 14.00 18.00       |
| 04.05 | Szczecin                      | 15.00             |
| 09.05 | Świdwin                       | 16.00             |
| 12.05 | Dębno                         | 16.00             |
| 16.05 | Kostrzyn                      | 16.00 20.00       |
| 17.05 | Słubice                       | 20.00             |
| 18.05 | Rzepin Zielona Góra Rzepin    | 12.00 18.00 23.00 |
| 19.05 | Rzepin                        | 14.00             |
| 20.05 | Sulęcin                       | 19.00             |
| 22.05 | Szprotawa                     | 19.00             |
| 23.05 | Nowa Sól                      | 19.00             |
| 25.05 | Łódź                          | 21.00             |
| 27.05 | Nowe Miasteczko               | 19.00             |
| 28.05 | Międzyrzecz                   | 20.00             |
| 29.05 | Zielona Góra                  | 19.00             |
| 30.05 | Żagań                         | 20.30             |
| 31.05 | Żary                          | 19.00             |
| 01.06 | Skwierzyna                    | 17.00             |
| 19.07 | Szczecin                      | 19.00             |
| 20.07 | Szczecin Police               | 16.00 20.30 23.00 |
| 21.07 | Szczecin                      | 13.00 18.30       |
| 22.07 | Międzyzdroje                  | 19.00 22.30       |

## 1969

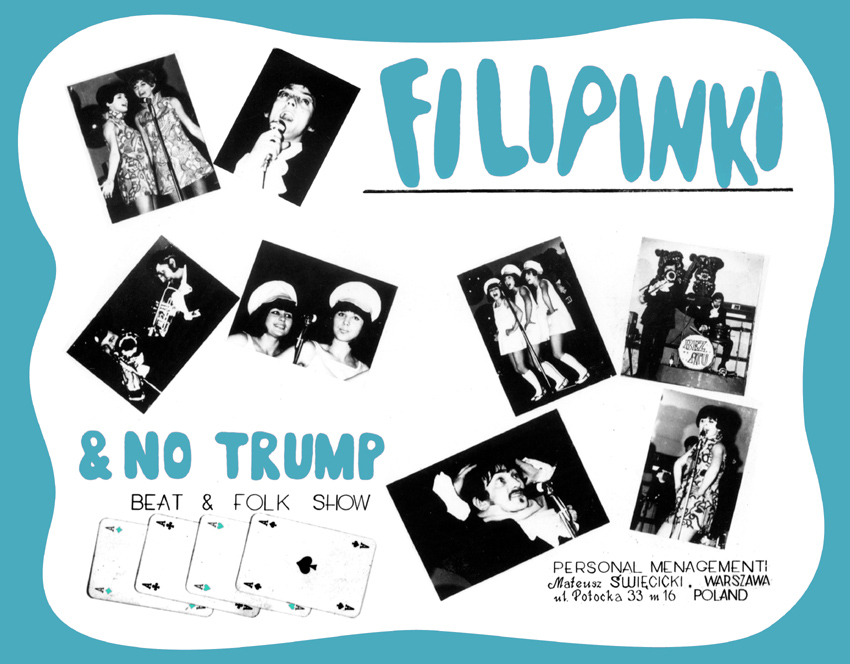
Afisz reklamujący występy zespołów Filipinki i Bez Atu w 1969 r.

### Trasa koncertowa –Filipinki & No Trump. Beat & Folk Show– od stycznia do grudnia
Impresariat – Estrada Dolnośląska

Kierownik organizacyjno-administracyjny – Andrzej Szlachetko

Kierownik artystyczny – Mateusz Święcicki

Choreografia – Filipinki

Reżyseria – Mateusz Święcicki i Wiktor Stroiński

Akustyk – Czesław Grychczyński
Prowadzenie – Wiesław Wierusz Kowalski, Cezary Szczygielski

Akompaniament – zespół Bez Atu

Artyści towarzyszący – Jerzy Malota – solista, Roman Remelski – solista zespołu Bez Atu, Stanisław Piechaczek – solista zespołu Bez Atu

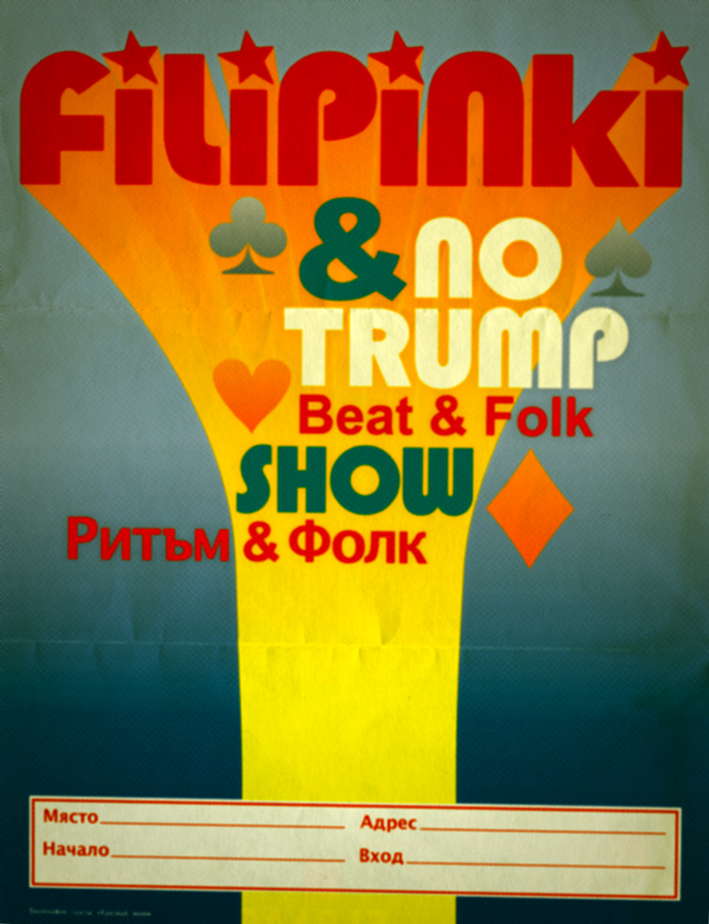
Plakat reklamujący koncerty Filipinek i Bez Atu w Bułgarii latem 1969 r.

Filipinki & No Trump (No Trump to angielskie tłumaczenie nazwy zespołu Bez Atu, część afiszy reklamujących koncerty drukowano w wersji polskiej, a show nosił na nich tytuł Filipinki i Bez Atu. Beat & Folk Show) było największym show, z jakim jeździły Filipinki w całej swojej historii. Grupa podróżowała z własnym systemem nagłaśniającym, scenografią oraz oświetleniem, na które składały się nowoczesne lampy stroboskopowe i fluorescencyjne. Program składał się z dwóch części przedzielonych przerwą i trwał od 130 do 150 minut w zależności od ilości bisów i reakcji widowni. Filipinki oprócz nowych przebojów – m.in. Nie ma go, Znam go na pamięć, Własny świat, Dlaczego płaczesz mały, Weselmy się, Wiosna majem wróci, Jurek i ja – śpiewały także kilka piosenek w językach obcych – np. ormiańskim (Carik Ner) i estońskim (Teretibukene). Wokaliści zespołu Bez Atu – Roman Remelski i Stanisław Piechaczek wykonywali m.in. piosenki Znajoma z kolejki (muz. M. Święcicki, sł. Z. Kuthan), Sześciu braci Agaty (muz. W. Rutkowski, sł. J. Dumnicka) i Nocą śpią dziewczęta (muz. W. Iwanicki, A. Dołęgowski, sł. A. Kamil), a Jerzy Malota – m.in. Daleko stąd (muz. P. Kott, sł. J. Malota), Gdzie szumi wielki las (muz. M. Święcicki, sł. G. Walczak) – oraz wspólnie z Filipinkami piosenkę Pali się moja panienko, która otwierała drugą część koncertu. W pierwszej wersji programu poprzedzało ją wycie syren strażackich, a muzycy Bez Atu wybiegali na scenę krzycząc: Pali się!, ponieważ jednak na koncertach kilkakrotnie wśród widzów wybuchła panika, intro złagodzono.
Trasa podzielona była na cztery etapy:
Etap I – od stycznia do czerwca. Grupa koncertowała w Polsce południowej i wschodniej, gdzie Filipinki & No Trump zaprezentowano około 120 razy. Wczesną wiosną Filipinki wystąpiły w Telewizyjnej Giełdzie Piosenki, którą wygrały utworem Wiosna majem wróci. W czerwcu Filipinki i Bez Atu wystąpili na VII Krajowym Festiwalu Polskiej Piosenki w Opolu, gdzie otrzymały wyróżnienie za piosenkę Weselmy się, a następnie na Festiwalu Piosenki Żołnierskiej w Kołobrzegu. W ramach I etapu trasy Filipinki dały też kilkanaście koncertów w NRD w kwietniu, lub na początku maja.
Etap II – od połowy lipca do połowy sierpnia. Filipinki i Bez Atu wyruszyli z show na trasę koncertową do Bułgarii.

Filipinki & No Trump zaprezentowano w miastach:
- Sofia
- Kostenec
- Płowdiw
- Stara Zagora
- Jamboł
- Burgas
- Achtopol
- Pomorie
- Obzor
- Varna
- Złote Piaski
- Razgrad
- Ruse
- Veliko Tarnovo
- Pleven

Tournée trwało miesiąc, a grupa wystąpiła 54 razy. Większość z koncertów odbywała się w amfiteatrach pod gołym niebem, a imprezy opłacane były przez organizatorów ryczałtowo, więc dokładna ilość widzów bułgarskich koncertów Filipinek nie jest znana. Na koncerty biletowane, które odbywały się w teatrach i klubach miast Sofia, Płowdiw, Jamboł, Razgrad i Pleven przyszło ponad 40 tys. widzów. Prosto z Bułgarii zespół pojechał na tygodniową trasę do NRD, gdzie dał 10 koncertów i wystąpił w telewizji.
Etap III – od drugiej połowy sierpnia do połowy września. Filipinki & No Trump prezentowano na Mazurach oraz w Polsce Północnej (około 40 koncertów). 6 września Filipinki wystąpiły w pierwszym nadawano na żywo ze Szczecina ogólnopolskim programie rozrywkowym. Program nosił tytuł Z wizytą u Neptuna, a zespół zaśpiewał w nim: Piosenkę o północnym wietrze, Jach kapitana Teligi, Wiosna majem wróci oraz Odmienił się wiatr. Dwie pierwsze piosenki włączono do programu Filipinki & No Trump. W drugiej połowie września oba zespoły wyjechały na dwutygodniowe wakacje.
Etap IV – od końca września do drugiej połowy grudnia. Filipinki i Bez Atu występowali w Polsce zachodniej, gdzie odbyło się około 80 koncertów Filipinki & No Trump.
W 1969 Filipinki dały ponad 320 koncertów, nie licząc występów na festiwalu opolskim i kołobrzeskim oraz występów telewizyjnych.

## 1970

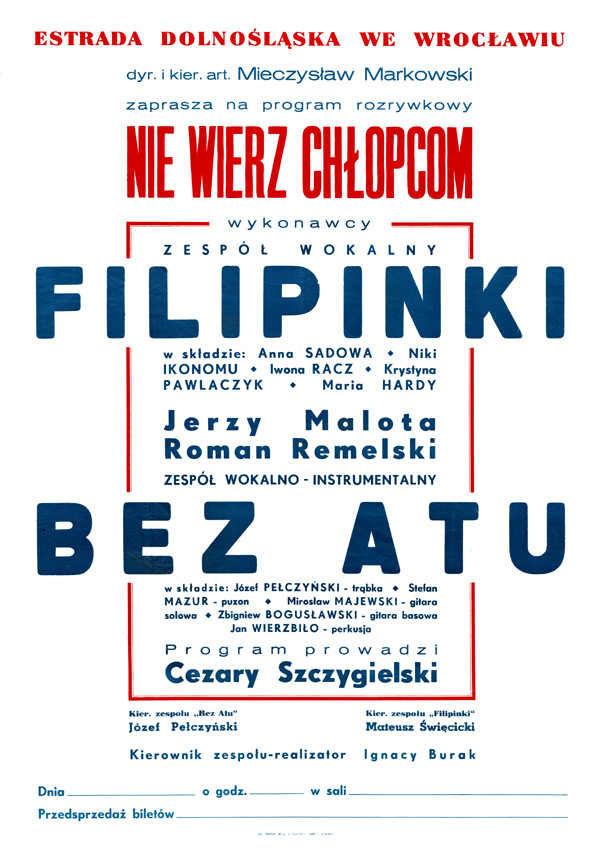
Afisz reklamujący koncerty Filipinek i Bez Atu w ramach trasy koncertowej „Nie wierz chłopcom”, 1970 r.

### Trasa koncertowa –Nie wierz chłopcom– od 22 stycznia do 26 lipca
Impresariat – Estrada Dolnośląska

Kierownik organizacyjno-administracyjny – Ignacy Burak

Kierownik artystyczny – Mateusz Święcicki

Choreografia – Filipinki

Reżyseria – Mateusz Święcicki i Wiktor Stroiński

Akustyk – Czesław Grychczyński
Prowadzenie – Cezary Szczygielski

Akompaniament – zespół Bez Atu

Artyści towarzyszący – Jerzy Malota – solista, Roman Remelski – solista zespołu Bez Atu, Stanisław Piechaczek – solista zespołu Bez Atu, Hana Flanderkova – solistka (od stycznia do kwietnia), Henri Seroka – solista (od kwietnia do lipca)

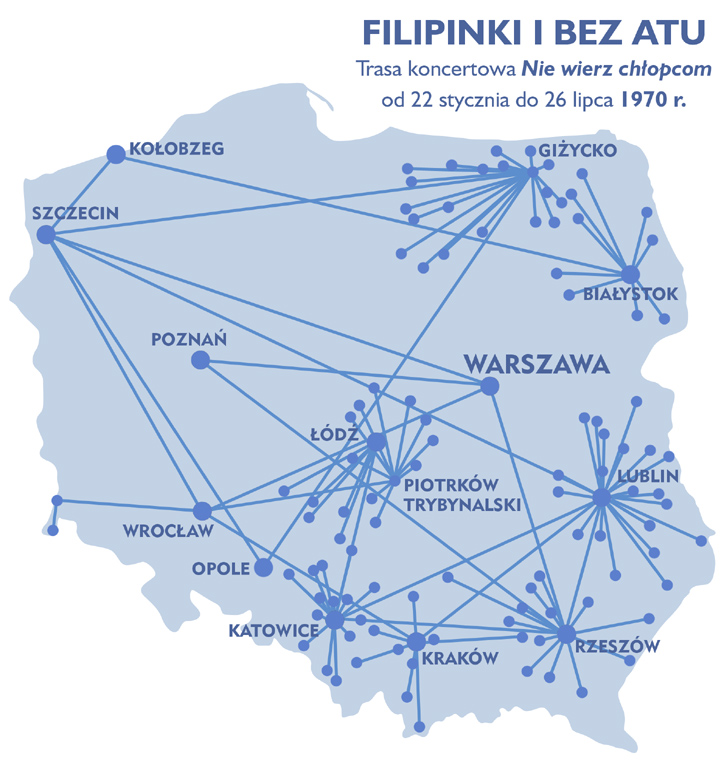
Mapa trasy koncertowej Filipinek i Bez Atu „Nie wierz chłopcom”. Styczeń – lipiec 1970 r.

Trasa koncertowa Nie wierz chłopcom była najbardziej intensywnym tournée w historii zespołu Filipinki i doprowadziła do rozłamu w zespole, z którego w lipcu odeszły Niki Ikonomu i Anna Sadowa-Stroińska. Zespół po raz kolejny zmienił styl i repertuar, który wyraźniej skręcił w stronę rocka i R’n’B: Pod względem stylu nowy program Filipinek nawiązuje do wzorów zespołów The Supremes, Sweet Inspirations i Patterson Singers.
Program

CZĘŚĆ I

1. Sygnał Wang – Bez Atu

2. Prezentacja Bez Atu – Cezary Szczygielski

3. Może ty, może ja (muz. J. Pełczyński, sł. M. Kilarski) – Bez Atu

4. Zapowiedź – Cezary Szczygielski

5. Ty czarownico (muz. M. Święcicki, sł. G. Walczak) – Roman Remelski

6. Sygnał Filipinki – to my – Bez Atu

7. Nie wierz chłopcom – Filipinki

8. Prezentacja Filipinek – Cezary Szczygielski

9. Cały mój świat – Filipinki

10. Blok anegdot – Cezary Szczygielski

11. Co powiedzą ludzie (muz. B. Mat, sł. M. Kilarski) – Jerzy Malota

12. Prezentacja Jerzego Maloty – Cezary Szczygielski

13. Jak wędrowny ptak (muZ.A. Zimny, sł. M. Kilarski) – Jerzy Malota

14. Ogień (muZ.A. Brown) – Bez Atu

15. Dam ci wszystko, co zechcesz – Filipinki

16. Wiosna majem wróci – Filipinki

17. Może miłość jest za trudna – Filipinki
PRZERWA 10 min.
CZĘŚĆ II

1. Utwór muzyczny – Bez Atu

2. Prezentacja Hany Flanderkovej/Henriego Seroki – Cezary Szczygielski

3. – 7. Mini recital Hany Flonderkovej/Henriego Seroki

8. Telefon – blok anegdot – Cezary Szczygielski

9. Jutro (muz. S. Piechaczek, sł. M. Kilarski) – Bez Atu

10. Leśne nastroje – Filipinki

11. Za dużo wrażeń, za mało marzeń – Filipinki

12. Tango chuligana (muz. Z. Kapka, sł. G. Walczak) – Roman Remelski

13. Zimową porą (muz. Z. Kapka, sł. G. Werner) – Roman Remelski

14. Bal rzeźnicki (muz. L. Stem-Sebastian, sł. B. Choiński) – Roman Remelski

15. Długa droga (muz. M. Święcicki, sł. M. Kilarski) – Jerzy Malota

16. To my, nieznajomi – Jerzy Malota i Filipinki

17. Pali się moja panienko – Jerzy Malota i Filipinki

18. Piąta pora roku – Filipinki

19. On jest tu – Filipinki

20. Finał – cały zespół

BIS I – Weselmy się – Filipinki

BIS II – Jurek i ja – Filipinki
Dzięki wokalistce Filipinek Marii Hardy, która zachowała swój kalendarz z 1970 r., udało się odtworzyć przebieg trasy dzień po dniu – w poniższej tabeli zostały ujęte także występy telewizyjne Filipinek oraz koncerty podczas VIII Krajowego Festiwalu Piosenki Polskiej w Opolu i Festiwalu Piosenki Żołnierskiej w Kołobrzegu:
| Data  | Miejscowość                         | Ilość koncertów |
| ----- | ----------------------------------- | --------------- |
| 22.01 | Chrzanów                            | 1               |
| 23.01 | Andrychów                           | 1               |
| 24.01 | Dębica                              | 1               |
| 25.01 | Kraków                              | 2               |
| 26.01 | Myślenice                           | 2               |
| 27.01 | Zakopane                            | 2               |
| 29.01 | Jordanów Maków                      | 1               |
| 30.01 | Nowa Huta                           | 1               |
| 31.01 | Skawina                             | 1               |
| 02.02 | Biłgoraj                            | 1               |
| 03.02 | Tomaszów Lubelski                   | 1               |
| 04.02 | Łuków                               | 2               |
| 05.02 | Poniatowa                           | 1               |
| 06.02 | Radzyń Podlaski                     | 2               |
| 07.02 | Kraśnik                             | 1               |
| 08.02 | Biała Podlaska                      | 2               |
| 09.02 | Katowice                            | 2               |
| 10.02 | Zabrze                              | 2               |
| 11.02 | Skoczów Ustronie                    | 1               |
| 12.02 | Częstochowa                         | 2               |
| 13.02 | Mostrzyca Będzin                    | 1               |
| 14.02 | Ruda Śląska                         | 1               |
| 15.02 | Ozimek Chorzów                      | 1               |
| 16.02 | Gliwice                             | 2               |
| 17.02 | Sanok                               | 1               |
| 18.02 | Mielec                              | 1               |
| 19.02 | Krosno                              | 2               |
| 20.02 | Sarzyna                             | 1               |
| 21.02 | Dębica                              | 1               |
| 22.02 | Poznań                              | 1               |
| 23.02 | Poznań                              | 1 (TV)          |
| 26.02 | Warszawa                            | 1 (TV)          |
| 27.02 | Rzeszów                             | 2               |
| 28.02 | Przemyśl                            | 2               |
| 01.03 | Tarnobrzeg                          | 2               |
| 02.03 | Kolbuszowa                          | 2               |
| 03.03 | Rzeszów                             | 2               |
| 04.03 | Lubaczów                            | 2               |
| 05.03 | Skopań                              | 1               |
| 06.03 | Ropczyce                            | 1               |
| 07.03 | Jasło Sędziszów                     | 2 1             |
| 08.03 | Sędziszów Sokołów                   | 1 2             |
| 09.03 | Krasny Staw                         | 1               |
| 10.03 | Chełm Lubelski                      | 1               |
| 11.03 | Hrubieszów                          | 1               |
| 12.03 | Lublin                              | 2               |
| 13.03 | Włodawa                             | 1               |
| 14.03 | Lublin                              | 1               |
| 15.03 | Milejów                             | 1               |
| 17.03 | Bychawa                             | 2               |
| 18.03 | Zamość                              | 2               |
| 19.03 | Janów Podlaski                      | 2               |
| 20.03 | Międzyrzec                          | 2               |
| 21.03 | Lublin Lubartów                     | 1               |
| 22.03 | Wisznice Parczew                    | 1               |
| 23.03 | Puławy                              | 1               |
| 03.04 | Warszawa                            | 1 (TV)          |
| 05.04 | Warszawa                            | 1 (TV)          |
| 11.04 | Wrocław                             | 1               |
| 12.04 | Katowice                            | 1               |
| 13.04 | Wrocław                             | 1               |
| 14.04 | Wrocław                             | 1               |
| 15.04 | Wrocław                             | 1               |
| 16.04 | Wrocław                             | 1               |
| 17.04 | Wrocław                             | 1               |
| 18.04 | Wrocław                             | 1               |
| 19.04 | Katowice                            | 1               |
| 20.04 | Rybnik                              | 2               |
| 21.04 | Tychy                               | 1               |
| 22.04 | Tarnowskie Góry                     | 1               |
| 23.04 | Bielsko-Biała                       | 2               |
| 24.04 | Myszków                             | 1               |
| 25.04 | Łódź                                | 1               |
| 26.04 | Łódź Kłobuck                        | 1               |
| 27.04 | Milowice Sosnowiec                  | 1               |
| 28.04 | Lubliniec Krupski Młyn              | 1               |
| 29.04 | Zawiercie                           | 2               |
| 30.04 | Szczakowa Poręba                    | 1               |
| 01.05 | Rokitnica Giszowiec                 | 1               |
| 02.05 | Łódź Wieluń                         | 1 (TV) 1        |
| 03.05 | Wieluń                              | 1               |
| 05.05 | Wieruszów                           | 1               |
| 06.05 | Pajęczno Działoszyn                 | 1               |
| 07.05 | Praszka                             | 1               |
| 08.05 | Zgorzelec Bogatynia                 | 1               |
| 09.05 | Wrocław                             | 1               |
| 10.05 | Wrocław                             | 1               |
| 11.05 | Bełchatów Piotrków Trybunalski      | 1               |
| 12.05 | Piotrków Trybunalski                | 2               |
| 13.05 | Tomaszów Mazowiecki                 | 2               |
| 14.05 | Radomsko                            | 2               |
| 15.05 | Łęczyca                             | 1               |
| 16.05 | Rawa Mazowiecka                     | 1               |
| 17.05 | Piotrków Trybunalski                | 2               |
| 18.05 | Skierniewice                        | 2               |
| 19.05 | Ozorków                             | 1               |
| 20.05 | Kutno                               | 1               |
| 21.05 | Łowicz                              | 1               |
| 22.05 | Łask                                | 1               |
| 23.05 | Wrocław                             | 1 (TV)          |
| 24.05 | Wrocław                             | 1 (TV)          |
| 04.06 | Giżycko                             | 1               |
| 05.06 | Węgorzewo                           | 1               |
| 06.06 | Piławki                             | 1               |
| 07.06 | Kętrzyn                             | 1               |
| 08.06 | Pisz                                | 2               |
| 09.06 | Orzysz                              | 1               |
| 10.06 | Biała Piska Bemowo                  | 1               |
| 11.06 | Reszel Korsze                       | 1               |
| 12.06 | Giżycko                             | 2               |
| 13.06 | Olsztyn Ostróda                     | 2 1             |
| 14.06 | Ostróda                             | 1               |
| 15.06 | Nidzica                             | 1               |
| 16.06 | Działdowo                           | 1               |
| 17.06 | Morąg                               | 1               |
| 18.06 | Pasłęk                              | 1               |
| 19.06 | Lidzbark                            | 1               |
| 20.06 | Olsztyn                             | 1               |
| 21.06 | Szczytno                            | 1               |
| 25.06 | Opole                               | KFPP            |
| 26.06 | Opole                               | KFPP            |
| 27.06 | Opole                               | KFPP            |
| 28.06 | Opole                               | KFPP            |
| 08.07 | Kołobrzeg                           | FPŻ             |
| 09.07 | Kołobrzeg                           | FPŻ             |
| 10.07 | Kołobrzeg                           | FPŻ             |
| 11.07 | Kołobrzeg                           | FPŻ             |
| 13.07 | Białystok                           | 1               |
| 15.07 | Łomża                               | 2               |
| 16.07 | Zambrów Białystok                   | 1               |
| 17.07 | Hajnówka                            | 1               |
| 18.07 | Sokółka                             | 1               |
| 19.07 | Białystok                           | 1               |
| 20.07 | Dąbrowa Białostocka Bielsk Podlaski | 1 2             |
| 21.07 | Ełk                                 | 2               |
| 22.07 | Grajewo                             | 2               |
| 23.07 | Olecko Białystok                    | 1               |
| 25.07 | Białystok                           | 2               |
| 26.07 | Białystok                           | 2               |

Od 22 stycznia do 26 lipca Filipinki dały ponad 170 koncertów w ramach trasy Nie wierz chłopcom (w tym sześciokrotnie prezentowały nowy program w TVP, m.in. w Telewizyjnej Giełdzie Piosenki i Telewizyjnym Ekranie Młodych) oraz wzięły udział w kilkunastu koncertach festiwalowch w Opolu i Kołobrzegu. Był to zaledwie I etap trasy – w drugiej połowie roku według planów Estrady Dolnośląskiej program Nie wierz chłopcom miał być prezentowany w Polsce zachodniej i północnej, jednak wyjątkowo intensywne i źle zorganizowane tournée doprowadziło do rozłamu w zespole. Dwie wokalistki odeszły z grupy, a pozostałe zerwały kontrakt z Estradą Dolnośląską i przeszły pod opiekę Stołecznej Estrady. Niefortunne wydarzenie spowodowało, że Polskie Nagrania „Muza” zrezygnowały z planów wydania jesienią 1970 r. longplaya Filipinek roboczo zatytułowanego Nie wierz chłopcom, a materiał zgromadzony na płytę, prezentowany podczas trasy koncertowej Nie wierz chłopcom, w większości nie doczekał się promocji, bo np. piosenki Cały mój świat, Piąta pora roku, Leśne nastroje i Może miłość jest za trudna miały trafić do odtworzeń radiowych dopiero w drugiej połowie roku.

### Trasa koncertowa –Piosenki znad Wisły i Odry. Czerwone Gitary i Filipinki– ZSRR, od 25 września do 12 grudnia

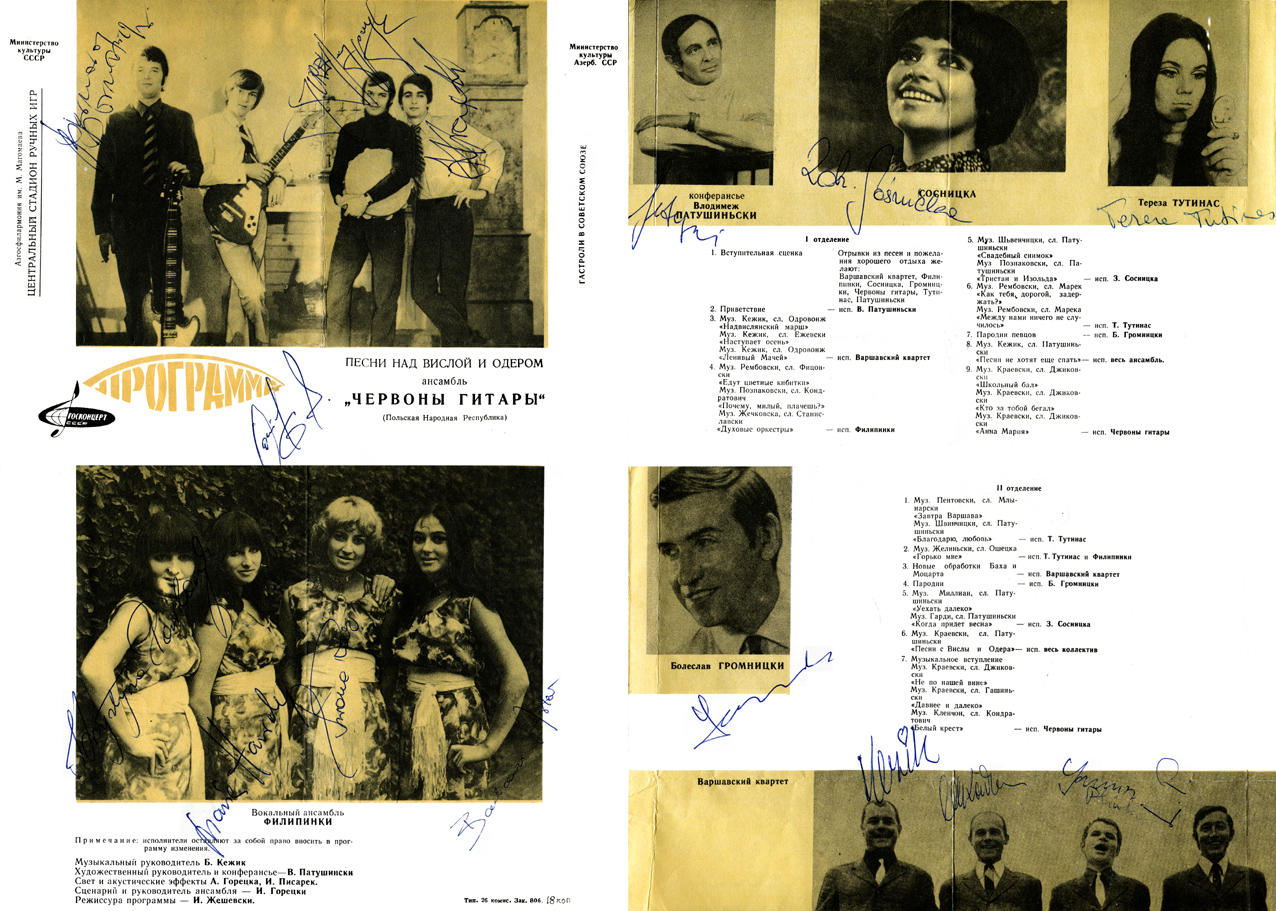
Program koncertu „Piosenki znad Wisły i Odry”, 1970 r.

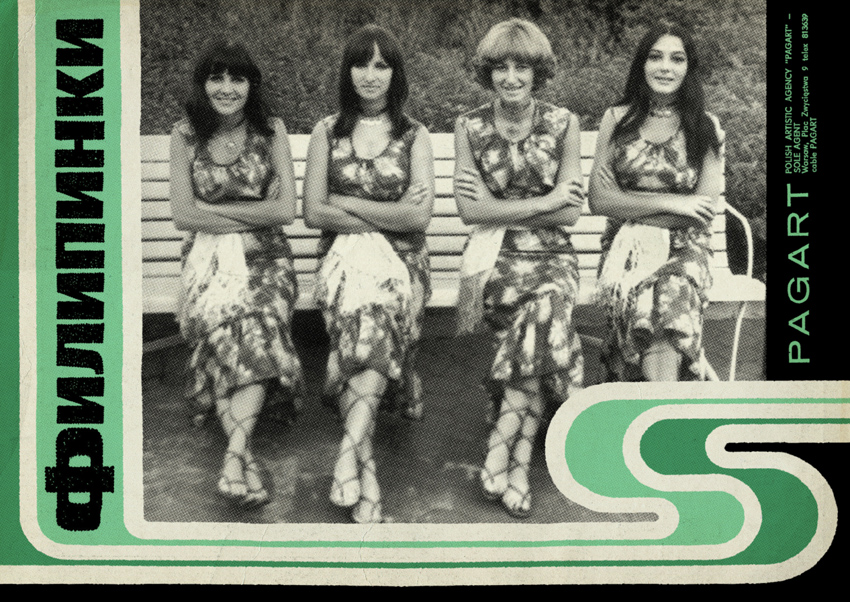
Ulotka reklamowa Filipinek z trasy koncertowej „Piosenki znad Wisły i Odry”, 1970 r.

Impresariat – Goskoncert ZSRR i Pagart

Kierownik organizacyjno-administracyjny – Jan Górecki

Kierownik muzyczny – Bohdan Kezik

Kierownik artystyczny – Włodzimierz Patuszyński
Reżyseria – Janusz Rzeszewski

Scenariusz – Jan Górecki
Akustycy i oświetleniowcy – A. Górecka i I. Pisarek
Prowadzenie – Włodzimierz Patuszyński

Akompaniament – zespół Kwartet Warszawski

Artyści towarzyszący – Czerwone Gitary, Kwartet Warszawski, Zdzisława Sośnicka – solistka, Teresa Tutinas – solistka, Bolesław Gromnicki – parodie
Koncerty trasy „Piosenki znad Wisły i Odry” były gigantycznym sukcesem i przyciągały w ZSRR ogromną ilość widzów, o czym donosił na swoich łamach nawet amerykański tygodnik Billboard, informując, że podczas koncertów Czerwonych Gitar i Filipinek w Leningradzie na każdy ich koncert przychodzi 5 tys. osób. Zatem tylko w tym mieście, gdzie program zaprezentowano 12 razy, obejrzało go 60 tys. widzów. Artyści występowali w halach sportowych, których widownie mogły pomieścić od kilku do kilkunastu tysięcy wielbicieli muzyki – w moskiewskiej Hali Sportowej Łużniki, gdzie Piosenki znad Wisły i Odry prezentowane były 15 razy na widowni zasiadało podczas każdego występu polskiej grupy 13 tys. 700 osób – łącznie więc moskiewskich widzów było ponad 200 tys. Ponieważ ogółem w ZSRR odbyło się 108 koncertów w ramach tej trasy, obejrzało je około miliona widzów.
Program
CZĘŚĆ I

1. Muzyczne otwarcie – cały zespół

2. Powitanie – Włodzimierz Patuszyńki i cały zespół

3. Nadwiślański marsz (muz. B. Kezik, sł. J. Odrowąż) – Kwartet Warszawski

4. Nadchodzi jesień (muz. B. Kezik, sł. W. Jeżewski) – Kwartet Warszawski

5. Leniwy Maciej (muz. B. Kezik, sł. J. Odrowąż) – Kwartet Warszawski

6. Co się odwlecze, to nie uciecze – Filipinki

7. Jadą wozy kolorowe (muz. S. Rembowski, sł. J. Ficowski) – Filipinki

8. Dlaczego płaczesz mały – Filipinki

9. Ślubne migawki (muz. M. Święcicki, sł. W. Patuszyński) – Zdzisława Sośnicka

10. Tristan i Izolda (muz. R. Poznakowski, sł. W. Patuszyński) – Zdzisława Sośnicka

11. Jak cię miły zatrzymać (muz. J.A. Marek, sł. A. Kreczmar) – Teresa Tutinas

12. Między nami nic nie było (muz. J.A. Marek, sł. A. Kreczmar) – Teresa Tutinas

13. Parodie – Bolesław Gromnicki

14. Piosenka nie chce spać (muz. B. Kezik, sł. W. Patuszyński) – Filipinki, Zdzisława Sośnicka i Teresa Tutinas

15. Szkolny bal (muz. J. Krzeczek, sł. W. Patuszyński) – Czerwone Gitary

16. Tak bardzo się starałem (muz. S. Krajewski, sł. K. Dzikowski) – Czerwone Gitary

17. Anna Maria (muz. S. Krajewski, sł. K. Dzikowski) – Czerwone Gitary
PRZERWA
CZĘŚĆ II

1. Jutro Warszawa (muz. W. Piętowski, sł. W. Młynarski) – Teresa Tutinas

2. Dziękuję miłości (muz. M. Święcicki, sł. W. Patuszyński) – Teresa Tutinas

3. Gorzko mi (muZ.A. Zieliński, sł. A. Osiecka) – Teresa Tutinas i Filipinki

4. Wiosna majem wróci – Filipinki

5. Chcę mieć ciebie na własność – Filipinki

6. Orkiestry dęte (muz. U. Rzeczkowska, sł J. T. Stanisławski) – Filipinki

7. Bach i Mozart w nowych aranżacjach – Kwartet Warszawski

8. Parodie – Bolesław Gromnicki

9. Gdy wyjeżdżam gdzieś daleko (muZ.A. Millian, sł. W. Patuszyński) – Zdzisława Sośnicka

10. Kiedy przyjdzie wiosna (muz. R. Gardo, sł. W. Patuszyński) – Zdzisława Sośnicka

11. Piosenki znad Wisły i Odry – Filipinki i Czerwone Gitary

12. Bez naszej winy (muz. S. Krajewski, sł. K. Dzikowski) – Czerwone Gitary

13. Dawno i daleko (muz. S. Krajewski, sł. B. Loebl, M. Gaszyński) – Czerwone Gitary

14. Biały krzyż (muz. K. Klenczon, sł. J. Kondratowicz) – Czerwone Gitary

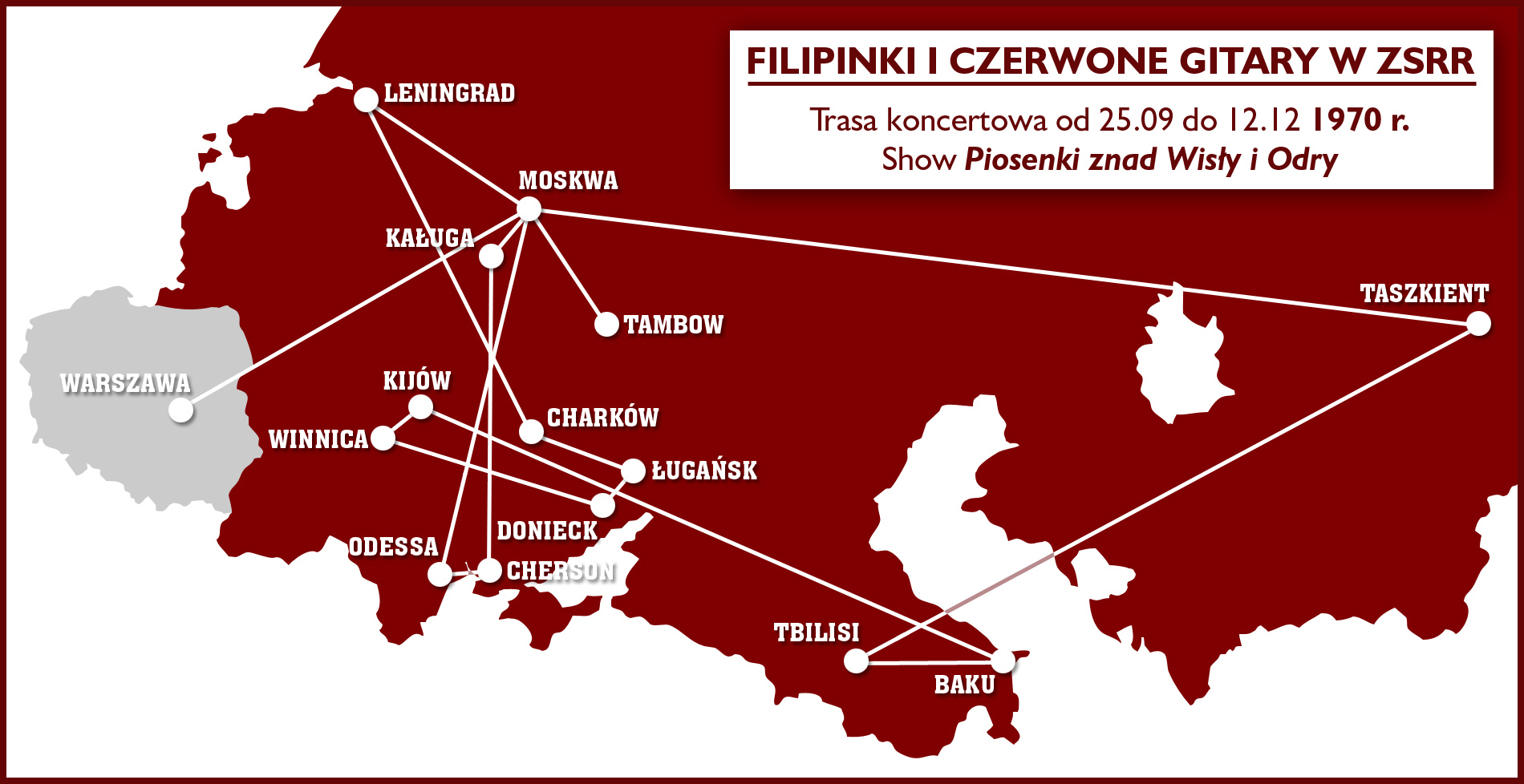
Mapa trasy koncertowej „Piosenki znad Wisły i Odry” w ZSRR, 1970 r.

Przebieg trasy:
| Daty          | Miejscowość | Wydarzenie                  |
| ------------- | ----------- | --------------------------- |
| 25.09         | Moskwa      | przylot, transfer           |
| 26.09 – 29.09 | Tambow      | 6 koncertów                 |
| 29.09         | Moskwa      | transfer                    |
| 30.09 – 07.10 | Leningrad   | 12 koncertów                |
| 08.10 – 10.10 | Charków     | 4 koncerty                  |
| 11.10 – 15.10 | Ługańsk     | 6 koncertów                 |
| 16.10 – 20.10 | Donieck     | 5 koncertów                 |
| 21.10 – 26.10 | Winnica     | 8 koncertów                 |
| 27.10         | Kijów       | transfer                    |
| 27.10 – 01.11 | Baku        | 14 koncertów                |
| 02.11 – 09.11 | Tbilisi     | 7 koncertów                 |
| 10.11 – 17.11 | Taszkent    | 11 koncertów                |
| 18.11 – 27.11 | Moskwa      | 14 koncertów                |
| 28.11 – 30.11 | Odessa      | 6 koncertów                 |
| 01.12 – 08.12 | Chersoń     | 8 koncertów                 |
| 09.12 – 11.12 | Kaługa      | 6 koncertów                 |
| 12.12         | Moskwa      | 1 koncert, powrót do Polski |